# Монвалле
Монвалле (итал. Monvalle) — коммуна в Италии, располагается в провинции Варесе области Ломбардия.
Население составляет 1719 человек, плотность населения составляет 430 чел./км². Занимает площадь 4 км². Почтовый индекс — 21020. Телефонный код — 0332.
Покровителем коммуны почитается святой первомученик Стефан, празднование 26 декабря.